# シェーナウ (オーデンヴァルト)
シェーナウ (ドイツ語: Schönau, ドイツ語発音: [ˈʃøːna‿u]) はドイツ連邦共和国バーデン＝ヴュルテンベルク州ライン＝ネッカー郡に属す都市。

## 地理

### 位置
シェーナウ市はオーデンヴァルトの南斜面、ネッカー川右岸の支流であるシュタイナハ川の渓谷に位置する。

### 隣接する市町村
市域は、北はハイリヒクロイツシュタイナハ、北東はヘッデスバッハ、東はヒルシュホルン、南東はネッカーシュタイナハ（この2市はヘッセン州ベルクシュトラーセ郡に属す）、南はネッカーゲミュント、西はヴィルヘルムスフェルトおよびハイデルベルクと境を接している。

### 市の構成
シェーナウ市にはかつて独立した自治体であったアルトノイドルフが含まれる。アルトノイドルフは、オーバードルフとウンタードルフの2つの集落からなっていた。1975年5月8日以前にシェーナウ市に属していた集落は、シェーナウ、バイ・アルトノイドルフの両集落、ラントハイム・レッシングシューレ（ロッホミューレ）・ウント・リンデンバッハおよびホイザー・ハッセルバッヒャーホーフであった。また、廃村バウアーレンダーホーフもこの市に含まれている。

## 歴史
史料に遺るシェーナウの歴史は、ヴォルムス司教によりシェーナウ修道院が創設された1142年に始まる。修道院は12世紀にプファルツ選帝侯の後援下におかれ、以後ライン宮中伯家の修道院とされ、その宿舎や墓所となった。宗教改革の時代にプファルツ選帝侯家はプロテスタントに改宗し、修道院は1558年に選帝侯オットハインリヒによって世俗管理下に移され、修道士らは放逐された。領主権はプロテスタント教区シェーナウに移された。1562年に35世帯のユグノー派信者の難民がワロン地方からこの修道院領にやって来て、小さな営農集落を形成した。1600年頃、シェーナウは初めて「シュタット」（市）と記録された。三十年戦争によってヴァルデック城が破壊された後、地方行政機関ケレライ・ヴァルデックがシェーナウに移され、1803年までこの地に置かれていた。
19世紀の初め、シェーナウはバーデン領となった。1900年頃のシェーナウの人口は約2,000人であった。1935年にシェーナウは都市権を剥奪された。第二次世界大戦後シェーナウは553人の難民を受け容れ、人口は1947年までに3,035人と増加した。

### 市町村合併
この都市は、バーデン＝ヴュルテンベルクの市町村再編の際、1975年5月9日にそれまで独立した自治体であったアルトノイドルフを合併して、現在の形となった。さらにシェーナウ市にはリンゲンバッハ入植地とハッセルバッヒャー・ホーフを含んでいる。

## 行政

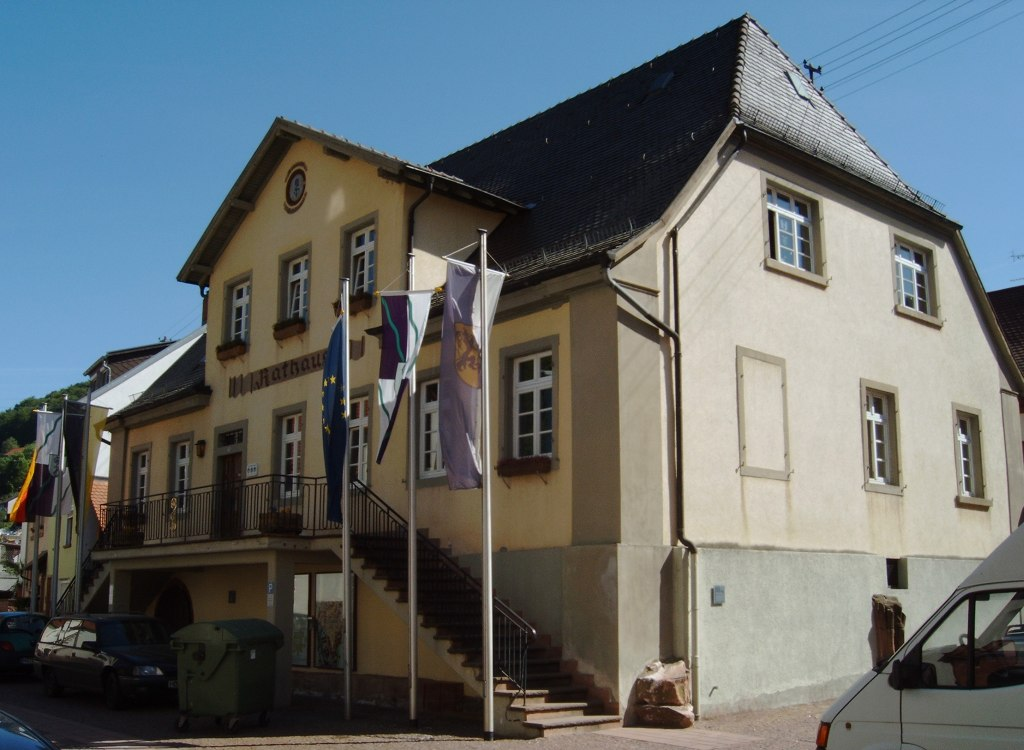
シェーナウの市庁舎

この市は、シェーナウ自治体行政連合（加盟自治体: ヘッデスバッハ、ハイリヒクロイツシュタイナハ、ヴィルヘルムスフェルト、シェーナウ）、およびシュタイナハタール水利連合（加盟自治体: ハイリヒクロイツシュタイナハ、ヴィルヘルムスフェルト、シェーナウ）の本部所在地である。

### 市議会
市議会は、議長を務める市長の他、14人の議員で構成される。

### 市長
2007年10月8日以降のシェーナウ市長はマルクス・ツァイトラー(CDU)である。ツァイトラーは2度目の投票で、長年にわたり市長を務めてきたフィリップ・クレーマー(SPD)を僅差で破った。ツァイトラーは2015年の市長選挙でも第1回投票で 87 % の票を獲得して2人の対立候補に勝利した。ツァイトラーは2019年7月21日にホッケンハイムの上級市長に選出された。これに伴い彼は、8月31日にシェーナウの市長を辞任した。後任にはマｒヒアス・フリック (CDU) が選出された。彼は2020年1月1日からシェーナウ市長に就任した。
1975年以降の市長を列記する。
- 1975年 - 1983年: クラウス・ハーフェンデルファー
- 1983年 - 2007年: フィリップ・クレーマー (SPD)
- 2007年 - 2019年: マルクス・ツァイトラー (CDU)
- 2020年 - : マティアス・フリック (CDU)

### 紋章
図柄: 銀地に左（向かって右）を向いた飾りの付いた青い司教杖が基部から突き出すかたちで描かれ、それにラテン文字の「S」が絡みついている。この紋章は1862年から使われた修道院の紋章に由来する。
市の旗は、変則的ではあるが、紋章の色とは異なっている。紫と白で2分割されそれぞれ緑の波帯が描かれたものである。これは1604年のフリードリヒ4世の紋章台帳に由来する。

## 文化と見所

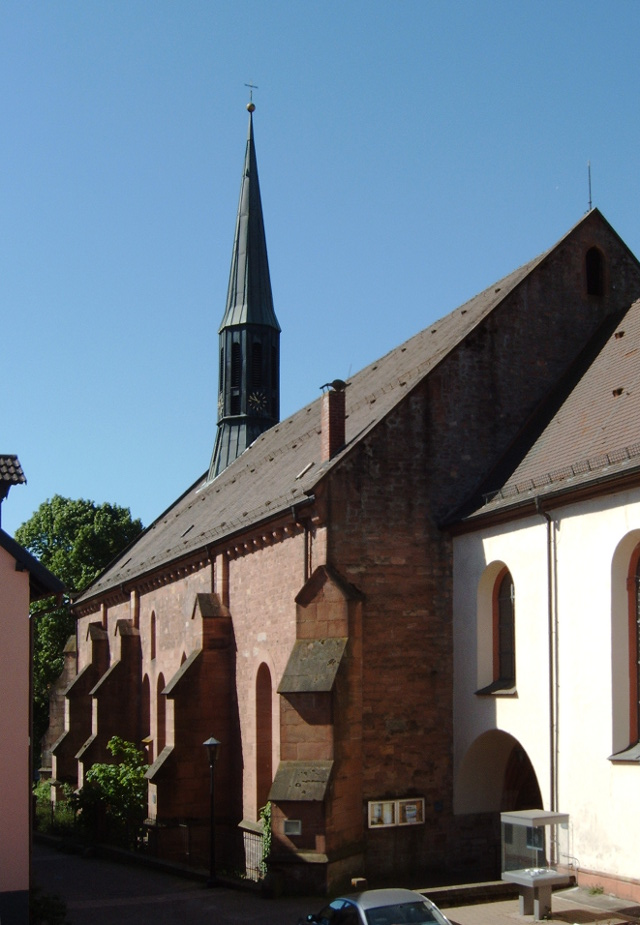
シェーナウのプロテスタント教会

- プロテスタント教会は、修道院の君主用食堂であった建物で、1230年頃に早期ゴシック様式を採り入れた後期ロマネスク様式で建設された。
- 1200年頃の修道院の門。門の左の木組み建築、いわゆるトーアハウス（門衛）は、かつての「門口のゲオルク礼拝堂」の基礎部分を利用して1600年頃に建設された。
- 「ヒューナーファウタイ (Hühnerfautei)」とよばれる1250年頃のロマネスク様式で建てられた旧修道院施設は、市の歴史博物館となっており、文化センターとして催し物やコンサートなどに利用されている。この建物は、租税徴収のための建物であった。
- 市庁舎は、かつてのシトー会修道院の集会場の基礎の上に建てられた。この集会場で修道院の運営が決定されていた。この建物で修道士の集会が開かれ、様々な契約が取り交わされた。修道院の規則に従って、この集会場には修道院長や世俗の貴人が埋葬されている。皇帝フリードリヒ1世の弟でライン宮中伯のコンラート・フォン・ホーエンシュタウフェンも1195年に亡くなった後、この集会場に葬られた。
- 1588年の木組み建築であるヴァローネンハウスは、かつての修道院の鍛冶場跡に建てられた。1357年にここで修道院の鐘が鋳造された。これは、オーデンヴァルトで最も古い鐘である。現在この鐘は、オーデンヴァルトのエアバッハにあるプロテスタントの市教会の塔に設置されている。修道院が廃止された時にエアバッハ献酌侍従家が、これを手に入れたためである。

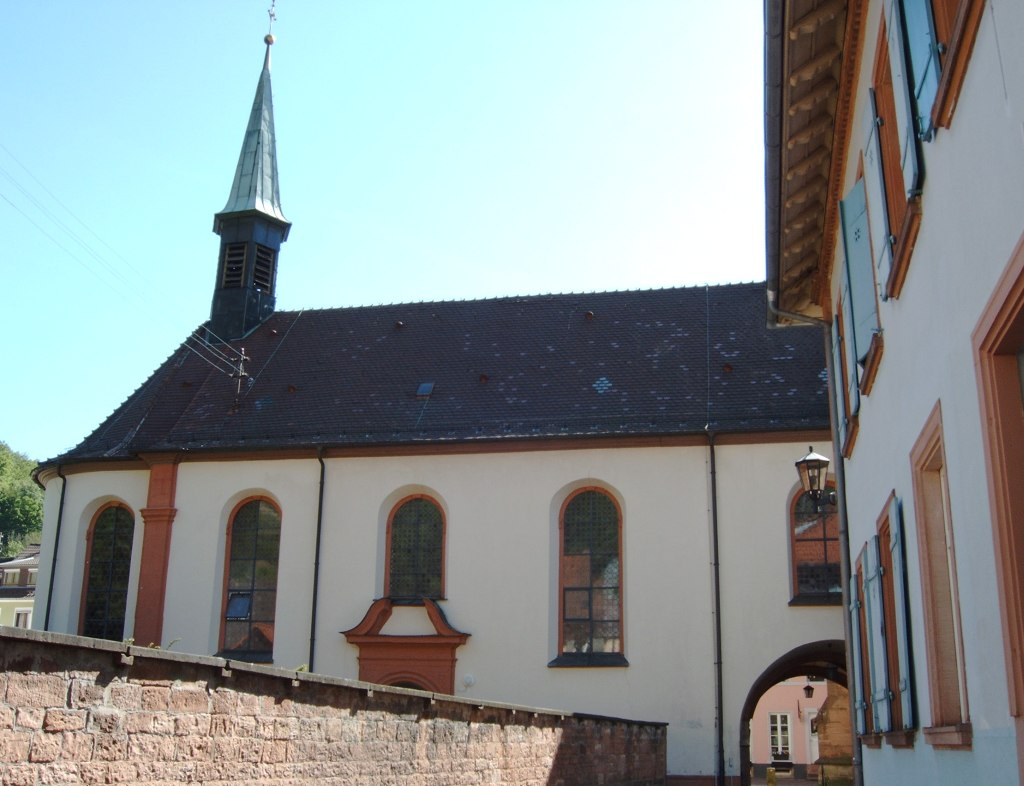
シェーナウのカトリック教会
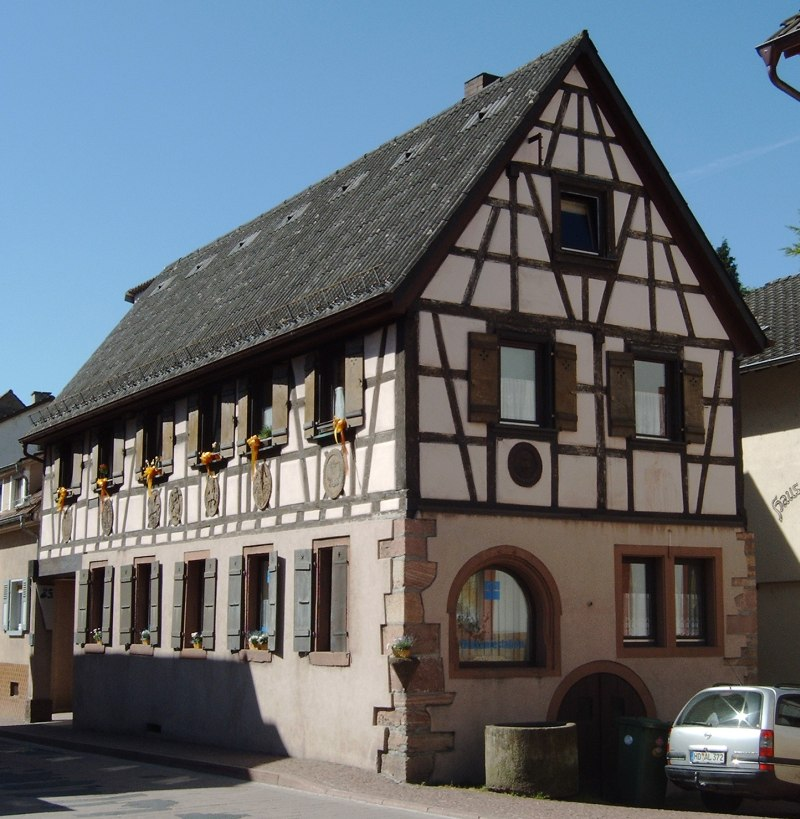
木組み建築のシェーナウの郵便局
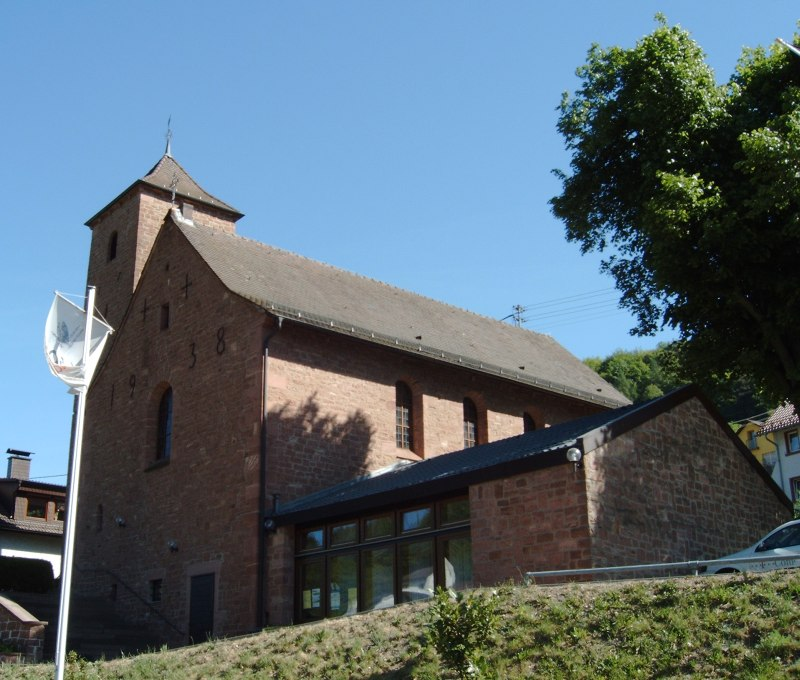
アルトノイドルフ地区のプロテスタント教会

### スポーツ施設
シェーナウ・スポーツセンター（正式にはSchul-, Sport- und Freizeitzentrum (SSFZ) 学業・スポーツ・余暇センター）は、サッカー場、投擲施設を含む陸上競技場、屋内プール、体育館、3面のテニスコートからなる。他には、アルトノイドルフ地区にサッカー場と体育館がある。これらのスポーツ施設は、TGM（Tauchgemeinschaft Marlin e.V. = 潜水クラブマーリンe.V.）、VfB Schönau（サッカー他）、TSV Schönau（バスケットボール、陸上競技、体操（ダンスを含む）、スキー、テニス）、SV Altneudorfが利用している。

## 経済と社会資本
有名な企業としては、
- Schönauer Schulmöbelfabrik (Firma Mannschott)
- Beckenbach GmbH
- Odenwald-Chemie
- Schwarzbeck Mess-Elektronik

がある。

### 交通
1928年から1981年までの間、シェーナウはネッカーシュタイナハへの支線鉄道沿いに位置していた。旅客運行は早くも1969年に廃止された。ハイデルベルクからシェーナウへはバス路線の735系統が運行しており、週末には34系統の夜行バスも運行している。5km離れたネッカーシュタイナハまでSバーンの支線を通すことが検討されている。

## 引用
1. ↑  Statistisches Landesamt Baden-Württemberg – Bevölkerung nach Nationalität und Geschlecht am 31. Dezember 2023 (CSV-Datei)
2. ↑  Max Mangold, ed (2005). Duden, Aussprachewörterbuch (6 ed.). Dudenverl. p. 710. ISBN 978-3-411-04066-7
3. ↑  Das Land Baden-Württemberg. Amtliche Beschreibung nach Kreisen und Gemeinden. Band V: Regierungsbezirk Karlsruhe Kohlhammer, Stuttgart 1976, ISBN 3-17-002542-2. S. 396–397
4. ↑  “Schönau (Rhein-Neckar-Kreis) | Staatsanzeiger BW”. 2020年5月31日閲覧。